# Spillertrupperne ved OL i håndbold 2004 (kvinder)
Kvindelige håndboldspillere som deltog unde sommer-OL 2004.

## Hold

### Angola
Træner: Pavel Dzhenev
| Nr. | Pos. | Navn               | Fødselsdato (alder)              | Højde  | Landskampe | Mål | Klub                |
| --- | ---- | ------------------ | -------------------------------- | ------ | ---------- | --- | ------------------- |
| 1   | MÅ   | Odete Tavares      | 18. august 1976 (alder 27 år)    | 1.72 m | 56         | 0   | 1º de Agosto        |
| 3   | LB   | Ilda Bengue        | 30. oktober 1974 (alder 29 år)   | 1.78 m | 98         | 402 | Dijon               |
| 4   | CB   | Belina Larica      | 11. februar 1980 (alder 24 år)   | 1.76 m | 5          | 11  | Petro Atlético      |
| 5   | RW   | Filomena Trinidade | 26. september 1971 (alder 32 år) | 1.64 m | 125        | 455 | Petro Atlético      |
| 6   | P    | Rosa Amaral        | 21. juni 1980 (alder 24 år)      | 1.75 m | 33         | 39  | Petro Atlético      |
| 7   | LW   | Ines Jololo        | 30. november 1975 (alder 28 år)  | 1.80 m | 54         | 110 | 1º de Agosto        |
| 8   | RB   | Nair Almeida       | 23. januar 1984 (alder 20 år)    | 1.80 m | 28         | 70  | Enana               |
| 9   | P    | Lili Torres        | 24. maj 1969 (alder 35 år)       | 1.81 m | 133        | 247 | Petro Atlético      |
| 10  | LW   | Isabel Fernandes   | 5. juni 1985 (alder 19 år)       | 1.81 m | 13         | 23  | Petro Atlético      |
| 11  | CB   | Luisa Kiala        | 25. januar 1982 (alder 22 år)    | 1.79 m | 22         | 47  | Petro Atlético      |
| 12  | MÅ   | Neyde Barbosa      | 23. september 1980 (alder 23 år) | 1.75 m | 6          | 0   | Enana               |
| 14  | RW   | Dionisia Pio       | 10. februar 1977 (alder 27 år)   | 1.67 m | 5          | 4   | El Ferrobus Mislata |
| 15  | P    | Anica Neto         | 27. december 1972 (alder 31 år)  | 1.81 m | 70         | 50  | 1º de Agosto        |
| 16  | MÅ   | Maria Pedro        | 29. december 1982 (alder 21 år)  | 1.73 m | 12         | 0   | Petro Atlético      |
| 18  | RB   | Elzira Tavares     | 13. marts 1980 (alder 23 år)     | 1.84 m | 16         | 32  | Enana               |

### Brasilien
Træner: Alexandre Schneider
| Nr. | Pos. | Navn                    | Fødselsdato (alder)              | Højde  | Landskampe | Mål | Klub                |
| --- | ---- | ----------------------- | -------------------------------- | ------ | ---------- | --- | ------------------- |
| 1   | MÅ   | Chana Masson            | 18. december 1978 (alder 25 år)  | 1.84 m |            |     | FCK København       |
| 2   | P    | Fabiana Diniz           | 13. maj 1981 (alder 23 år)       | 1.83 m |            |     | CDES Gil Eanes      |
| 3   | LB   | Alexandra do Nascimento | 16. september 1981 (alder 22 år) | 1.77 m |            |     | Hypo NÖ             |
| 4   | CB   | Margareth Montão        | 19. juli 1971 (alder 33 år)      | 1.78 m |            |     | MAUA Universo       |
| 5   | P    | Daniela Piedade         | 2. februar 1979 (alder 25 år)    | 1.73 m |            |     | Hypo NÖ             |
| 6   | CB   | Fabiana Kuestener       | 15. april 1981 (alder 23 år)     | 1.75 m |            |     | AD Blumenau         |
| 8   | LB   | Ana Amorim              | 1. april 1983 (alder 21 år)      | 1.81 m |            |     | Kometal Gjorče      |
| 9   | CB   | Milene Figueiredo       | 3. februar 1983 (alder 21 år)    | 1.84 m |            |     | Aguias Nova Gerty   |
| 10  | LW   | Aline Rosas             | 28. juni 1979 (alder 25 år)      | 1.59 m |            |     | Guaru               |
| 11  | RW   | Viviane Jacques         | 20. maj 1977 (alder 27 år)       | 1.71 m |            |     | MESC São Paulo      |
| 13  | RB   | Lucila Silva            | 7. marts 1976 (alder 28 år)      | 1.73 m |            |     | Guaru               |
| 15  | LB   | Aline Silva             | 25. maj 1979 (alder 25 år)       | 1.76 m |            |     | CDES Gil Eanes      |
| 16  | MÅ   | Darly de Paula          | 25. august 1982 (alder 21 år)    | 1.82 m |            |     | Akaba Bera Bera     |
| 17  | LW   | Idalina Mesquita        | 25. august 1982 (alder 21 år)    | 1.83 m |            |     | MAUA Universo       |
| 19  | LB   | Aline Santos            | 17. august 1981 (alder 22 år)    | 1.95 m |            |     | El Ferrobus Mislata |

### Danmark
Træner: Jan Pytlick
| Nr. | Pos. | Navn                     | Fødselsdato (alder)              | Højde  | Landskampe | Mål | Klub             |
| --- | ---- | ------------------------ | -------------------------------- | ------ | ---------- | --- | ---------------- |
| 1   | MÅ   | Louise Nørgaard          | 23. april 1982 (alder 22 år)     | 1.83 m |            |     | Viborg HK        |
| 2   | LB   | Rikke Skov               | 7. september 1980 (alder 23 år)  | 1.81 m |            |     | Viborg HK        |
| 3   | LW   | Henriette Mikkelsen      | 21. september 1980 (alder 23 år) | 1.66 m |            |     | Viborg HK        |
| 5   | RB   | Mette Vestergaard Larsen | 19. november 1975 (alder 28 år)  | 1.72 m |            |     | FCK Håndbold     |
| 10  | CB   | Rikke Jørgensen          | 2. maj 1976 (alder 28 år)        | 1.71 m |            |     | Slagelse FH      |
| 11  | P    | Camilla Ingemann Thomsen | 19. november 1974 (alder 29 år)  | 1.80 m |            |     | FCK Hånbold      |
| 12  | MÅ   | Karin Mortensen          | 26. september 1977 (alder 26 år) | 1.82 m |            |     | Ikast/Bording EH |
| 13  | CB   | Lotte Kiærskou           | 23. juni 1975 (alder 29 år)      | 1.78 m |            |     | Viborg HK        |
| 14  | RB   | Trine Jensen             | 16. oktober 1980 (alder 23 år)   | 1.76 m |            |     | Aalborg HK       |
| 15  | LB   | Katrine Fruelund         | 12. juli 1978 (alder 26 år)      | 1.74 m |            |     | Viborg HK        |
| 16  | MÅ   | Rikke Schmidt            | 14. januar 1975 (alder 29 år)    | 1.84 m |            |     | Slagelse FH      |
| 17  | CB   | Kristine Andersen        | 2. april 1976 (alder 28 år)      | 1.72 m |            |     | Ikast/Bording EH |
| 18  | P    | Karen Brødsgaard         | 10. marts 1978 (alder 26 år)     | 1.78 m |            |     | Ikast/Bording EH |
| 19  | LW   | Line Daugaard            | 17. juli 1978 (alder 26 år)      | 1.72 m |            |     | Ikast/Bording EH |
| 21  | RW   | Josephine Touray         | 6. oktober 1979 (alder 24 år)    | 1.65 m |            |     | Ikast/Bording EH |

### Frankrig
Træner: Olivier Krumbholz
| Nr. | Pos. | Navn                       | Fødselsdato (alder)             | Højde  | Landskampe | Mål | Klub        |
| --- | ---- | -------------------------- | ------------------------------- | ------ | ---------- | --- | ----------- |
| 1   | MÅ   | Joanne Dudziak             | 8. juni 1972 (alder 32 år)      | 1.70 m |            |     | HBC Nimes   |
| 2   | RB   | Isabelle Cendier Ajaguin   | 22. maj 1977 (alder 27 år)      | 1.72 m |            |     | HB Metz     |
| 3   | RW   | Estelle Vogein             | 3. april 1976 (alder 28 år)     | 1.70 m |            |     | HB Metz     |
| 4   | LB   | Leila Lejeune              | 16. marts 1976 (alder 28 år)    | 1.76 m |            |     | Viborg HK   |
| 5   | CB   | Sandrine Delerce           | 26. april 1975 (alder 29 år)    | 1.73 m |            |     | ES Besancon |
| 6   | RB   | Melinda Jacques            | 13. oktober 1971 (alder 32 år)  | 1.89 m |            |     | HB Metz     |
| 7   | LB   | Nodjialem Myaro            | 5. september 1976 (alder 27 år) | 1.82 m |            |     | Kolding HK  |
| 8   | P    | Véronique Pecqueux-Rolland | 9. oktober 1972 (alder 31 år)   | 1.72 m |            |     | ES Besancon |
| 10  | LB   | Sophie Herbrecht           | 13. februar 1982 (alder 22 år)  | 1.74 m |            |     | ES Besancon |
| 11  | RW   | Stéphanie Cano             | 17. april 1974 (alder 30 år)    | 1.64 m |            |     | Slagelse FH |
| 13  | P    | Isabelle Wendling          | 30. januar 1971 (alder 33 år)   | 1.75 m |            |     | HB Metz     |
| 14  | LB   | Myriam Korfanty            | 18. oktober 1978 (alder 25 år)  | 1.80 m |            |     | US Mios     |
| 16  | MÅ   | Valérie Nicolas            | 12. marts 1975 (alder 29 år)    | 1.78 m |            |     | Viborg HK   |
| 17  | LW   | Delphine Guehl             | 30. juli 1978 (alder 26 år)     | 1.72 m |            |     | Dijon       |
| 20  | LW   | Raphaëlle Tervel           | 21. april 1979 (alder 25 år)    | 1.78 m |            |     | ES Besancon |

### Grækenland
Træner: Svein Andre Olsen
| Nr. | Pos. | Navn                   | Fødselsdato (alder)             | Højde  | Landskampe | Mål | Klub            |
| --- | ---- | ---------------------- | ------------------------------- | ------ | ---------- | --- | --------------- |
| 2   | P    | Anna Psatha            | 8. februar 1975 (alder 29 år)   | 1.72 m |            |     | VfL Oldenburg   |
| 3   | P    | Eleni Poimenidou       | 4. juli 1980 (alder 24 år)      | 1.72 m |            |     | Ormi Patras     |
| 5   | LW   | Eleni Potari           | 25. august 1982 (alder 21 år)   | 1.71 m |            |     | Aris Nikeas     |
| 7   | LB   | Georgia Dorotheou      | 20. oktober 1980 (alder 23 år)  | 1.65 m |            |     | Aris Nikeas     |
| 8   | RW   | Panagoula Vemi         | 26. maj 1971 (alder 33 år)      | 1.67 m |            |     | Anagennisi Arta |
| 9   | LB   | Ioanna Fotiadou        | 22. november 1977 (alder 26 år) | 1.78 m |            |     | Anagennisi Arta |
| 10  | CB   | Vasiliki Skara         | 4. maj 1973 (alder 31 år)       | 1.80 m |            |     | Anagennisi Arta |
| 11  | LB   | Grigoria Gkolia        | 22. marts 1974 (alder 30 år)    | 1.84 m |            |     | VfL Oldenburg   |
| 12  | MÅ   | Elena Nikoli           | 12. maj 1982 (alder 22 år)      | 1.77 m |            |     | Ormi Patras     |
| 15  | LB   | Tatiana Sousa          | 16. februar 1975 (alder 29 år)  | 1.81 m |            |     | OFN Ionias      |
| 16  | MÅ   | Eleftheria Mavrogeni   | 12. maj 1970 (alder 34 år)      | 1.77 m |            |     | Makedonikos     |
| 17  | RW   | Anastasia Patsiou      | 13. juni 1977 (alder 27 år)     | 1.72 m |            |     | TUS Weibern     |
| 18  | RB   | Michaela Michalopoulou | 20. april 1980 (alder 24 år)    | 1.87 m |            |     | Aris Nikeas     |
| 19  | CB   | Styliani Gioupi        | 6. februar 1978 (alder 26 år)   | 1.77 m |            |     | OFN Ionias      |
| 20  | LW   | Vicky Theodoridou      | 27. januar 1982 (alder 22 år)   | 1.65 m |            |     | LC Bruni        |

### Kina
Træner: Chung Hyungkyun
| Nr. | Pos. | Navn          | Fødselsdato (alder)              | Højde  | Landskampe | Mål | Klub                    |
| --- | ---- | ------------- | -------------------------------- | ------ | ---------- | --- | ----------------------- |
| 1   | MÅ   | Fan Jie       | 25. oktober 1976 (alder 27 år)   | 1.76 m |            |     | Beijing Handball Club   |
| 2   | CB   | Zhai Chao     | 14. december 1971 (alder 32 år)  | 1.78 m |            |     | Viborg HK               |
| 3   | P    | Liu Yun       | 6. marts 1982 (alder 22 år)      | 1.80 m |            |     | Anhui Handball Club     |
| 5   | CB   | Li Bing       | 21. januar 1980 (alder 24 år)    | 1.81 m |            |     | Beijing Army            |
| 6   | LB   | Zhang Zhiqing | 14. oktober 1981 (alder 22 år)   | 1.80 m |            |     | Guangdong Handball Club |
| 8   | LW   | Zhang Li      | 4. oktober 1976 (alder 27 år)    | 1.72 m |            |     | Beijing Handball Club   |
| 9   | RB   | Wang Min      | 14. juni 1980 (alder 24 år)      | 1.74 m |            |     | Shanghai Handball Club  |
| 10  | LB   | Wang Shasha   | 1. august 1987 (alder 17 år)     | 1.76 m |            |     | Shangdong Handball Club |
| 11  | P    | Chen Ji       | 5. december 1976 (alder 27 år)   | 1.75 m |            |     | Shanghai Handball Club  |
| 13  | LW   | Wu Yanan      | 14. september 1981 (alder 22 år) | 1.73 m |            |     | Beijing Army            |
| 14  | RB   | Liu Xiaomei   | 2. maj 1985 (alder 19 år)        | 1.78 m |            |     | Anhui Handball Club     |
| 15  | RW   | Sun Laimiao   | 8. april 1981 (alder 23 år)      | 1.76 m |            |     | Anhui Handball Club     |
| 16  | MÅ   | Yu Geli       | 28. april 1976 (alder 28 år)     | 1.81 m |            |     | Beijing Army            |
| 17  | RW   | Lei Sufen     | 5. juni 1979 (alder 25 år)       | 1.71 m |            |     | Guangdong Handball Club |
| 19  | LB   | Li Weiwe      | 7. juli 1982 (alder 22 år)       | 1.78 m |            |     | Beijing Army            |

### Spanien
Træner: Jose Aldeguer
| Nr. | Pos. | Navn             | Fødselsdato (alder)            | Højde  | Landskampe | Mål | Klub             |
| --- | ---- | ---------------- | ------------------------------ | ------ | ---------- | --- | ---------------- |
| 1   | MÅ   | Elisabeth López  | 27. januar 1975 (alder 29 år)  | 1.79 m |            |     | Mar Valencia     |
| 2   | RB   | Soraya Garcia    | 21. marts 1978 (alder 26 år)   | 1.73 m |            |     | CP Goya Almería  |
| 3   | RW   | Susana Pareja    | 13. marts 1975 (alder 29 år)   | 1.66 m |            |     | Ferrobus Mislata |
| 5   | LW   | Vanessa Amorós   | 7. december 1982 (alder 21 år) | 1.65 m |            |     | BM Elche         |
| 6   | RW   | Cristina Lopez   | 8. juli 1975 (alder 29 år)     | 1.68 m |            |     | Akaba Bera Bera  |
| 7   | LB   | Maite Andreu     | 26. januar 1971 (alder 33 år)  | 1.85 m |            |     | Ferrobus Mislata |
| 8   | P    | Cristina Gómez   | 22. marts 1968 (alder 36 år)   | 1.68 m |            |     | Mar Valencia     |
| 9   | CB   | Marta Mangué     | 23. april 1983 (alder 21 år)   | 1.70 m |            |     | Mar Valencia     |
| 10  | P    | Diana Box        | 6. marts 1971 (alder 33 år)    | 1.72 m |            |     | BM Femenino Elda |
| 11  | CB   | Montserrat Puche | 22. maj 1970 (alder 34 år)     | 1.71 m |            |     | Mar Valencia     |
| 13  | LB   | Susana Fraile    | 4. juli 1978 (alder 26 år)     | 1.83 m |            |     | BM Femenino Elda |
| 14  | RB   | Patricia Alonso  | 27. april 1979 (alder 25 år)   | 1.70 m |            |     | Ferrobus Mislata |
| 15  | RB   | Isabel Ortuno    | 16. marts 1982 (alder 22 år)   | 1.77 m |            |     | BM Femenino Elda |
| 16  | MÅ   | Eugenia Sanchez  | 25. juli 1969 (alder 34 år)    | 1.71 m |            |     | BM Femenino Elda |
| 20  | LW   | Noelia Oncina    | 9. november 1976 (alder 27 år) | 1.66 m |            |     | Mar Valencia     |

### Sydkorea
Træner: Lim Young-chul
| Nr. | Pos. | Navn           | Fødselsdato (alder)              | Højde  | Landskampe | Mål | Klub                         |
| --- | ---- | -------------- | -------------------------------- | ------ | ---------- | --- | ---------------------------- |
| 1   | MÅ   | Oh Yong-ran    | 6. september 1972 (alder 31 år)  | 1.71 m |            |     |                              |
| 2   | RW   | Woo Sun-hee    | 1. juli 1978 (alder 26 år)       | 1.72 m |            |     | Samcheok Handball            |
| 4   | P    | Huh Soon-young | 28. september 1975 (alder 28 år) | 1.80 m |            |     | Daegu Handball               |
| 5   | LW   | Lee Gong-joo   | 25. marts 1980 (alder 24 år)     | 1.63 m |            |     | Busan Sports Council         |
| 7   | LW   | Jang So-hee    | 15. marts 1978 (alder 26 år)     | 1.63 m |            |     | Daegu Handball               |
| 8   | RW   | Kim Hyun-ok    | 14. maj 1974 (alder 30 år)       | 1.68 m |            |     |                              |
| 9   | P    | Kim Cha-youn   | 10. januar 1981 (alder 23 år)    | 1.73 m |            |     | Daegu Handball               |
| 10  | LB   | Oh Seong-ok    | 10. oktober 1972 (alder 31 år)   | 1.70 m |            |     | Hiroshima Maple Reds         |
| 11  | CB   | Huh Young-sook | 2. juli 1975 (alder 29 år)       | 1.70 m |            |     | Busan Sports Council         |
| 12  | MÅ   | Moon Kyeong-ha | 29. maj 1980 (alder 24 år)       | 1.74 m |            |     | Changwon City Racing Council |
| 13  | CB   | Lim O-kyeong   | 11. december 1971 (alder 32 år)  | 1.67 m |            |     | Hiroshima Maple Reds         |
| 15  | LB   | Lee Sang-eun   | 5. marts 1975 (alder 29 år)      | 1.72 m |            |     |                              |
| 17  | RB   | Myoung Bok-hee | 29. januar 1979 (alder 25 år)    | 1.68 m |            |     |                              |
| 19  | RB   | Choi Im-jeong  | 14. februar 1981 (alder 23 år)   | 1.80 m |            |     | Daegu Handball               |
| 20  | LB   | Moon Pil-hee   | 2. december 1982 (alder 21 år)   | 1.68 m |            |     | Korea National University    |

### Ukraine
Træner: Leonid Ratner
| Nr. | Pos. | Navn                | Fødselsdato (alder)              | Højde  | Landskampe | Mål | Klub             |
| --- | ---- | ------------------- | -------------------------------- | ------ | ---------- | --- | ---------------- |
| 1   | MÅ   | Nataliya Borysenko  | 3. december 1975 (alder 28 år)   | 1.88 m |            |     | Kometal Skopje   |
| 3   | LB   | Ganna Burmystrova   | 16. juni 1977 (alder 27 år)      | 1.82 m |            |     | Motor Zaporozhye |
| 4   | CB   | Tetyana Shynkarenko | 26. oktober 1978 (alder 25 år)   | 1.75 m |            |     | Hypo NÖ          |
| 5   | RB   | Maryna Vergelyuk    | 24. juni 1978 (alder 26 år)      | 1.78 m |            |     | RK Krim          |
| 6   | RW   | Olena Yatsenko      | 4. oktober 1977 (alder 26 år)    | 1.68 m |            |     | RK Krim          |
| 7   | CB   | Ganna Siukalo       | 12. september 1976 (alder 27 år) | 1.75 m |            |     | Váci NKSE        |
| 8   | LW   | Olena Radchenko     | 21. maj 1973 (alder 31 år)       | 1.75 m |            |     | Kometal Skopje   |
| 9   | LB   | Olena Tsygitsa      | 8. april 1975 (alder 29 år)      | 1.80 m |            |     | Kometal Skopje   |
| 10  | P    | Galyna Markushevska | 16. juli 1976 (alder 28 år)      | 1.92 m |            |     | Motor Zaporozhye |
| 11  | P    | Lyudmyla Shevchenko | 4. februar 1970 (alder 34 år)    | 1.83 m |            |     | Motor Zaporozhye |
| 12  | MÅ   | Iryna Honcharova    | 19. december 1974 (alder 29 år)  | 1.80 m |            |     | Motor Zaporozhye |
| 14  | LW   | Nataliya Lyapina    | 14. maj 1976 (alder 28 år)       | 1.68 m |            |     | Spartak Kiev     |
| 15  | LB   | Anastasiya Borodina | 5. januar 1982 (alder 22 år)     | 1.92 m |            |     | Motor Zaporozhye |
| 16  | MÅ   | Larysa Zaspa        | 22. september 1971 (alder 32 år) | 1.82 m |            |     | Motor Zaporozhye |
| 17  | LW   | Oxana Rayhel        | 24. februar 1977 (alder 27 år)   | 1.62 m |            |     | Kometal Skopje   |

### Ungarn
Træner: Lajos Mocsai
| Nr. | Pos. | Navn                | Fødselsdato (alder)              | Højde  | Landskampe | Mål | Klub            |
| --- | ---- | ------------------- | -------------------------------- | ------ | ---------- | --- | --------------- |
| 1   | MÅ   | Irina Sirina        | 7. november 1967 (alder 36 år)   | 1.82 m |            |     | Győri ETO KC    |
| 2   | LB   | Bernadett Ferling   | 13. juli 1977 (alder 27 år)      | 1.80 m |            |     | Dunaferr SE     |
| 3   | P    | Beáta Bohus         | 25. april 1971 (alder 33 år)     | 1.72 m |            |     | Dunaferr SE     |
| 4   | RB   | Ibolya Mehlmann     | 4. november 1981 (alder 22 år)   | 1.85 m |            |     | Győri ETO KC    |
| 5   | RW   | Zsuzsanna Pálffy    | 26. december 1970 (alder 33 år)  | 1.80 m |            |     | Dunaferr SE     |
| 6   | LW   | Erika Kirsner       | 23. december 1975 (alder 28 år)  | 1.73 m |            |     | Ferencvárosi TC |
| 9   | RB   | Bojana Radulovics   | 23. marts 1973 (alder 31 år)     | 1.79 m |            |     | Dunaferr SE     |
| 10  | CB   | Krisztina Pigniczki | 18. september 1975 (alder 28 år) | 1.71 m |            |     | Dunaferr SE     |
| 11  | LB   | Ágnes Farkas        | 21. april 1973 (alder 31 år)     | 1.84 m |            |     | Aalborg DH      |
| 13  | CB   | Anita Görbicz       | 13. maj 1983 (alder 21 år)       | 1.75 m |            |     | Győri ETO KC    |
| 15  | CB   | Eszter Agnes Siti   | 12. november 1977 (alder 26 år)  | 1.71 m |            |     | FCK Håndbold    |
| 16  | MÅ   | Katalin Pálinger    | 6. december 1978 (alder 25 år)   | 1.83 m |            |     | Dunaferr SE     |
| 17  | LB   | Timea Toth          | 16. september 1980 (alder 23 år) | 1.81 m |            |     | Ferencvárosi TC |
| 18  | RW   | Zsuzsanna Lovász    | 2. oktober 1976 (alder 27 år)    | 1.73 m |            |     | Dunaferr SE     |
| 19  | P    | Anita Kulcsár       | 2. oktober 1976 (alder 27 år)    | 1.78 m |            |     | Dunaferr SE     |